# Hans-Jürgen Hube
Hans-Jürgen Hube (* 24. Oktober 1933 in Berlin; † 12. Juni 2011) war ein deutscher Germanist, Skandinavist und Hochschullehrer.

## Leben und Wirken
Nach seiner Reifeprüfung 1952 in Kyritz studierte Hans-Jürgen Hube von 1952 bis 1956 Germanistik, Nordistik und Altphilologie an der Humboldt-Universität zu Berlin und legte dort 1956 das Staatsexamen ab. Von 1956 bis 1966 arbeitete er dann als Sprachlehrer und Übersetzer. Von 1966 bis 1974 war er dann als Skandinavist an der Universität Greifswald tätig, wo er 1970 eine Diplomprüfung ablegte und 1971 bei Horst Bien zum Dr. phil. promovierte. Von 1974 bis 1985 war Hube wissenschaftlicher Oberassistent an der Humboldt-Universität zu Berlin und habilitierte sich dort 1979 für das Fach Nordistik. Nach der Erlangung der Lehrbefähigung 1982 lehrte er an dieser Universität als Dozent für Nordische Sprachen und Literaturen und trat 1998 in den Ruhestand.
Hube trat vor allem als Übersetzer und Herausgeber zahlreicher Werke skandinavischer Autoren und historischer Quellen hervor.

## Veröffentlichungen (Auswahl)
- Filme in Schweden. Henschelverlag, Berlin 1985.
- mit Rosemarie Kamrath: Taschenwörterbuch Schwedisch-Deutsch. 3. Auflage. Verlag Enzyklopädie, Leipzig 1987, ISBN 3-324-00186-2.
- Schweden. Verlag Die Wirtschaft, Berlin 1989, ISBN 3-349-00571-3.
- Altnordische Götter- und Heldensagen. Insel-Verlag, Frankfurt am Main 1996, ISBN 3-458-33559-5.

Übersetzungen/als Herausgeber
- 1979: Volkstext: Lasse, mein Knecht. Hörspiel nach einem Märchen aus Schweden – Regie: Annegret Berger (Hörspielbearbeitung, Kinderhörspiel – Rundfunk der DDR)[3]

- August Strindberg: Die Leute auf Hemsö. Artemis & Winkler, München 1984, ISBN 3-538-06574-8.

- August Strindberg: Historische Miniaturen. Ausgewählte Erzählungen [Aus dem Schwed. übertr., hrsg. und mit einer Nachbem. vers. von Hans-Jürgen Hube]. Insel-Verlag, Leipzig 1989, ISBN 3-7351-0055-4.

- (Übers.): Nelu Bradean-Ebinger: Sprachkontakte und Zweisprachigkeit in Fennoskandinavien. Soziolinguistische Aspekte der Zweisprachigkeit im nördlichen Areal (= Studies in modern philology. Bd. 8). Akadémiai Kiadó, Budapest 1991, ISBN 963-05-5904-8.

- (Hrsg.): Schwedische Märchen. Insel-Verlag, Frankfurt am Main 1992, ISBN 3-458-16255-0.

- (Übers.): Lilian Karina/Lena Sundberg: Modern dance. Geschichte, Theorie, Praxis. Henschel-Verlag, Berlin 1992, ISBN 3-362-00618-3.

- Emanuel Swedenborg: Himmel und Hölle nach Gesehenem und Gehörtem. Hrsg. und umfangreich kommentiert von Hans-J. Hube. Marix-Verlag, Wiesbaden 2005, ISBN 3-86539-056-0.

- Snorri Sturluson: Heimskringla. Sagen der nordischen Könige. Hrsg., übers. u. kommentiert von Hans-Jürgen Hube. Marix-Verlag, Wiesbaden 2006, ISBN 3-86539-084-6.

- Beowulf. Das angelsächsische Heldenepos. Neue Prosaübersetzung, Originaltext, versgetreue Stabreimfassung übers., kommentiert und mit Anm. vers. von Hans-Jürgen Hube. 2. Aufl. Marix-Verlag, Wiesbaden 2012, ISBN 978-3-86539-291-6.

- Saxo Grammaticus: Nordische Mythen und Geschichte. Gesta Danorum. Übers., überarb. und kommentiert von Hans-Jürgen Hube. Marix-Verlag, Wiesbaden 2013, ISBN 978-3-937715-41-4.

- Die schönsten norwegischen Märchen. Insel Verlag, Berlin 2019, ISBN 978-3-458-36400-9.

Außerdem weitere Übersetzungen von Werken August Strindbergs und anderer skandinavischer Autoren.